# Lill-Tollie Zellman
Lill-Tollie Zellman, egentligen Tollie Betty Marie Zellman, född den 30 mars 1908 i Karlskrona, död den 17 september 1989 i Norsborg, Botkyrka församling, var en svensk skådespelare. Hon var dotter till skådespelaren Tollie Zellman och med okänd far. Tollie Zellman höll faderns namn hemligt livet ut.

## Biografi
Zellman, som gick Franska skolan i Stockholm, kom till filmen som barnskådespelare i Per Lindbergs Anna-Clara och hennes bröder 1923. Hon lämnade filmen 1943 efter att hon medverkat i elva filmer. Hon var därefter engagerad vid Stadsteatern i Helsingborg, Lorensbergsteatern och Göteborgs Stadsteater samt vid Dramaten i Stockholm. 
Lill-Tollie Zellman var gift fem gånger, första gången gifte hon sig 1930 med ingenjören Per Welin (1899–1931) men blev änka efter sju månader. Andra gången var hon gift 1932–1939 med köpmannen Per Erik Elof Söderlund (1906–1966), tredje gången 1939–1943 med byggnadsingenjören och brottaren Georg Nilsson (1903–1955), fjärde gången 1946–1950 med konstnären Eric Elfwén (1921–2008) och femte gången från 1966 till sin död med översättaren Olle Moberg (1917–2002).
Zellman är begravd på Norra begravningsplatsen i Solna, norr om Stockholm. 

## Filmografi
- 1923 – Anna-Clara och hennes bröder
- 1931 – Röda dagen
- 1938 – Herr Husassistenten
- 1939 – Filmen om Emelie Högqvist
- 1939 – Kadettkamrater
- 1940 – Juninatten
- 1940 – Stora famnen
- 1940 – En, men ett lejon!
- 1941 – Tåget går klockan 9
- 1942 – Flickan i fönstret mitt emot
- 1943 – Till er tjänst!

## Teater

### Roller (ej komplett)
| År   | Roll                   | Produktion                                                | Regi               | Teater                   |
| ---- | ---------------------- | --------------------------------------------------------- | ------------------ | ------------------------ |
| 1926 |                        | Chou-Chou Jacques Bousquet och Alex Madis                 | Einar Fröberg      | Blancheteatern           |
| 1926 | Fay Collen             | Storstädning Frederick Lonsdale                           | Gösta Cederlund    | Helsingborgs stadsteater |
| 1926 | Julie                  | Sam Jackson i Paris Maurice Hennequin och Henry de Gorsse | Albert Nycop       | Helsingborgs stadsteater |
| 1926 | Warwicks page          | Sankta Johanna George Bernard Shaw                        | Gösta Cederlund    | Helsingborgs stadsteater |
| 1926 | Eliza                  | Eliza stannar Henry V. Esmond                             | Gösta Cederlund    | Helsingborgs stadsteater |
| 1926 | Sven                   | Julnatten i barnkammaren Carlo Keil-Möller                | Carlo Keil-Möller  | Helsingborgs stadsteater |
| 1926 | Sonja                  | Hans majestät får vänta Oskar Rydkvist                    | Gösta Cederlund    | Helsingborgs stadsteater |
| 1927 | Barbro                 | Gustav Vasa August Strindberg                             | Gösta Cederlund    | Helsingborgs stadsteater |
| 1927 | Fanny Juillet          | Min fröken mor Louis Verneuil                             | Albert Nycop       | Helsingborgs stadsteater |
| 1927 | Lia Compass            | En bättre herre Walter Hasenclever                        | Gösta Cederlund    | Helsingborgs stadsteater |
| 1927 | Första skådespelerskan | Simson och Delila Sven Lange                              | John Westin        | Helsingborgs stadsteater |
| 1927 | Mary Lenley            | Mysteriet Milton Edgar Wallace                            | Gösta Cederlund    | Helsingborgs stadsteater |
| 1927 | Selma                  | Halta Lena och vindögda Per Ernst Fastbom                 | Albert Nycop       | Helsingborgs stadsteater |
| 1927 | Marion Lennox          | Bättre folk Avery Hopwood och David Gray                  | Gösta Cederlund    | Helsingborgs stadsteater |
| 1928 | Wally Burén            | Spanska flugan Franz Arnold och Ernst Bach                | Albert Nycop       | Helsingborgs stadsteater |
| 1936 | Annie                  | Hm, sa greven, revy Kar de Mumma                          | Harry Roeck Hansen | Blancheteatern           |
| 1938 | Crystal Allen          | Kvinnorna Clare Boothe Luce                               | Rune Carlsten      | Dramaten                 |
| 1940 | Olly Frey              | Fröken kyrkråtta Ladislas Fodor och Ludvig Schinseder     | Ernst Eklund       | Oscarsteatern            |

### Radioteater
| År   | Roll                | Produktion            | Regi           |
| ---- | ------------------- | --------------------- | -------------- |
| 1940 | Jenny, butiksfröken | 33,333 Algot Sandberg | Carl Barcklind |